# کلارکسویل، شهرستان آلبانی، نیویورک
کلارکسویل (به انگلیسی: Clarksville) یک منطقهٔ مسکونی در ایالات متحده آمریکا است که در نیویورک واقع شده‌است. کلارکسویل ۷ کیلومتر مربع مساحت و ۱۵۳ نفر جمعیت دارد و ۲۰۲ متر بالاتر از سطح دریا واقع شده‌است.